# Tures äng
Tures äng är ett naturreservat i Borlänge kommun i Dalarnas län.
Området är naturskyddat sedan 2019 och är 1 hektar stort. Reservatet ligger i södra delen av byn Tuna-Hästberg och  består av två slåttermarker, Tures och Lundvalls äng, samt en betesmark mellan dessa.